# Підвезко Анатолій Петрович
Анатолій Петрович Підвезко (нар. 19 грудня 1937, Дніпропетровськ) — український архітектор.

## Біографія
Народився 19 грудня 1937 року в місті Дніпропетровську (тепер Дніпро, Україна). Працював головним архітектором конструкторсько-технічного бюро ПДО «Дніпропетровськдерев». Брав у участь в устаткуванні й оформленні інтер’єрів Центрального будинку культури міста Верхньодніпровська, зокрема виконав розроблення високохудожніх меблів, які відповідали загальній архітектурі будівлі.
Лауреат Державної премії УРСР імені Т. Г. Шевченка (за 1983 рік; разом з  М. П. Бутенком, В. О. Стрельцовим (керівниками робіт), А. П. Антоновим, М. Г. Луценком, О. С. Моліверовим, Г. В. Ратушним (архітекторами, співавторами проектів) за забудову і благоустрій центру міста Верхньодніпровська Дніпропетровської області).